# Reimar Oltmanns

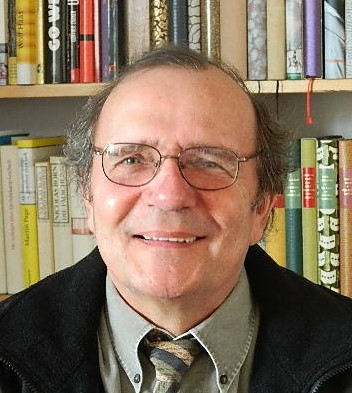
Reimar Oltmanns (2015)

Reimar Oltmanns (* 21. Juli 1949 in Schöningen) ist ein deutscher Journalist und Buchautor.

## Leben
Bis zum September 1970 war Reimar Oltmanns in verschiedenen Funktionen bei den niedersächsischen Jungdemokraten aktiv, zuletzt als Landesvorsitzender der damals FDP-nahen Jugendorganisation. Der von deutschnationalen Politikern und Vertriebenen-Funktionären mitbestimmte FDP-Landesverband brach mit den Jungdemokraten, weil ihnen diese zu rebellisch und links eingestellt waren. Er war Delegierter auf FDP-Landes- und Bundesparteitagen und gehörte qua Funktion ohne Stimmrecht zum FDP-Landesvorstand.
Gemeinsam mit zwanzig führenden Jungdemokraten schloss sich Oltmanns der SPD an. Er war von 1970 bis 1972 Pressesprecher des damaligen niedersächsischen Kultusministers Peter von Oertzen.
Er volontierte bei der Cuxhavener Zeitung und der Hannoverschen Presse. Zu Beginn der siebziger Jahre schrieb er für die Frankfurter Rundschau aus Hannover, später dann für den Stern aus Bonn. In Hamburg arbeitete er gleichfalls für den Stern im Ressort Deutsche Politik und als stellvertretender Leiter im Ressort Sonderthemen. Zu seinen ihn prägenden Lehrern und begleitenden journalistischen Mentoren zählten die Hochschullehrer Peter von Oertzen und Peter Brückner sowie die leitenden Redakteure Karl-Hermann Flach von der Frankfurter Rundschau und Arnim von Manikowsky vom Magazin Stern.
Im Jahre 1979 verließ Oltmanns den Stern und arbeitete als freier Autor für den Spiegel und die Zeit. 1981 sagte Oltmanns vor dem Hanseatischen Oberlandesgericht im sogenannten „Titelblattprozeß“ aus. Dabei klagte die Feministin Alice Schwarzer gegen Zensur des Stern-Chefredakteurs Henri Nannen und die Darstellung von Frauen als bloßen Sexualobjekten. Oltmanns schilderte zu Gunsten der Emma-Herausgeberin interne Redaktionsabläufe des Stern.
Nach einem Umzug nach Frankfurt am Main schrieb er für weitere Zeitungen, Magazine und Buchverlage. Unter anderem war er in den Jahren 1984/85 Chefredakteur der Frankfurter Stadtillustrierten „Auftritt“. Zudem textete Reimar Oltmanns als Freelancer für Werbeagenturen Anzeigenkampagnen und Fernsehspots. Ab 1990 hatte er seinen Wohnsitz in Bologna, von 1992 bis 2009  arbeitete  er in der Region Rhône-Alpes in der Nähe von Lyon. In Reportagen berichtete er auch aus Südamerika, Afrika und Osteuropa. Zu Westeuropa verfasste er Features und Reiseskizzen vor allem auch aus Italien und Frankreich.
Ab dem Jahr 2009 wohnte Reimar Oltmanns in Österreich. Zunächst in  Graz, wo er sich  seit 2012 förderndes Mitglied im Freien Radio Helsinki engagierte;  2013 als Schriftsteller in Innsbruck. Drei Jahre später zog es ihn wieder in Deutschland nach Hude. Dort lebt er gemeinsam mit der Malerin und Autorin Helga Möller-Tallay.
In Anerkennung seiner gesellschaftskritischen Schriften durfte sich Oltmanns 2009 in das Goldene Buch der Stadt Schöningen eintragen.

## Werke
- Die Würde des Menschen – Folter in unserer Zeit. Gemeinsam mit Peter Koch. Gruner + Jahr, Hamburg 1977, ISBN 3-570-00061-3.
- SOS – Sicherheit – Ordnung – Staatsgewalt – Freiheit in Deutschland. Gemeinsam mit Peter Koch. Gruner + Jahr, Hamburg 1978, ISBN 3-570-01909-8.
- Du hast keine Chance, aber nutze sie – Eine Jugend steigt aus. Rowohlt, Reinbek bei Hamburg 1980, ISBN 3-498-05006-0.
- Heimatkunde – Soldaten, Arbeitslose, Verrückte und andere Mitmenschen – Deutsche Reportagen. Eichborn, Frankfurt am Main 1982, ISBN 3-8218-1103-X.
- Der Intrigant oder Die Machtgier der christlichen Regenten Vom Hofe der Bonner Operetten-Republik. Eichborn, Frankfurt am Main 1986, ISBN 3-8218-1121-8.
- Möllemänner – oder die opportunistischen Liberalen. Eichborn, Frankfurt am Main 1988, ISBN 3-8218-1122-6.
- Keine normale Figur in der Hütte – Reportagen zur Wendezeit. Athenäum-Verlag, Frankfurt am Main 1989, ISBN 3-610-08538-X.
- Frauen an die Macht: Marie Schlei, Renate Schmidt, Irmgard Adam-Schwaetzer, Rita Süssmuth, Antje Vollmer – Protokolle einer Aufbruchära. Verlag Anton Hain, Frankfurt am Main 1990, ISBN 3-445-08551-X.
- Vive la française – Die stille Revolution der Frauen in Frankreich. Rasch-und-Röhring-Verlag, Hamburg 1995, ISBN 3-89136-523-3.
- Spurensuche auf verbrannter Erde – Reportagen, Berichte, Erzählungen zur Zeitgeschichte – Deutschland, Europa, Südamerika, Asien, Afrika (1969–2009). BoD, Norderstedt 2009, ISBN 978-3-8370-9507-4.
- Kein schöner Land in dieser Zeit. Verlorene Illusionen – Reportagen, Berichte, Porträts, Erzählungen zur Zeitgeschichte. Band 1 (1969–1979). BoD, Norderstedt 2010, ISBN 978-3-8423-3294-2.
- Kein schöner Land in dieser Zeit. Verlorene Illusionen – Reportagen, Berichte, Porträts, Erzählungen zur Zeitgeschichte. Band 2 (1980–2010). BoD, Norderstedt 2010, ISBN 978-3-8423-3313-0.
- Reporter-Leben. Keine Zeit für Angst und Tränen. Das Fremde wird nah, die Nähe fremd. Kein Ort – nirgendwo. Autobiografie. tredition-Verlag, Hamburg 2015, ISBN 978-3-7323-5491-7.
- Keine Zeit für Wut und Tränen. Das Fremde wird nah, die Nähe fremd. Autobiografie. epubli-Verlag, Berlin 2017, ISBN 978-3-7450-0420-5.
- Der Kater lässt das Mausen nicht. Wenn der Humor verhungert. Roman. Gemeinsam mit Helga Möller-Tallay. epubli-Verlag, Berlin 2018, ISBN 978-3-7467-3614-3.
- Kopfsteinpflaster – Reportagen, Porträts aus vier Jahrzehnten. epubli-Verlag, Berlin 2019, ISBN 978-3-750259-21-8.
- Kein Land nirgendwo – verblichen vergessen verschollen. epubli-Verlag, Berlin 2020, ISBN 978-3-752978-28-5.
- Melancholie am Nord-Ostsee-Kanal. epubli-Verlag, Berlin 2021, ISBN 978-3-754155-01-1.
- Dreißig Minuten Ewigkeit. Lebensbrüche am Nord-Ostsee-Kanal. Essay zu einer ungewissen Zeit. epubli-Verlag, Berlin 2021, ISBN 978-3-7549-2841-7.
- Keine Zeit für Wut und Tränen.  Das Fremde wird nah, die Nähe fremd. Autobiografie. Taschenbuch. Band I. epubli-Verlag, Berlin 2022, ISBN 978-3-7549-7573-2.
- Keine Zeit für Wut und Tränen. Das Fremde wird nah, die Nähe fremd. Autobiografie. Taschenbuch. Band II. epubli-Verlag, Berlin 2022, ISBN 978-3-7549-7610-4.
- Mit dem Schlafwagen in die Vergangenheit. Bye, bye Deutschland. Reportagen aus einer fernen Zeit. epubli-Verlag, Berlin 2023, ISBN 978-3-7584-0298-2.